# Macropygia ruficeps
O pombo-cuco-pequeno (Macropygia ruficeps) é uma espécie de ave da família Columbidae.
Pode ser encontrada nos seguintes países: Brunei, China, Indonésia, Laos, Malásia, Myanmar, Tailândia e Vietname.